# Friedhof Bad Ischl

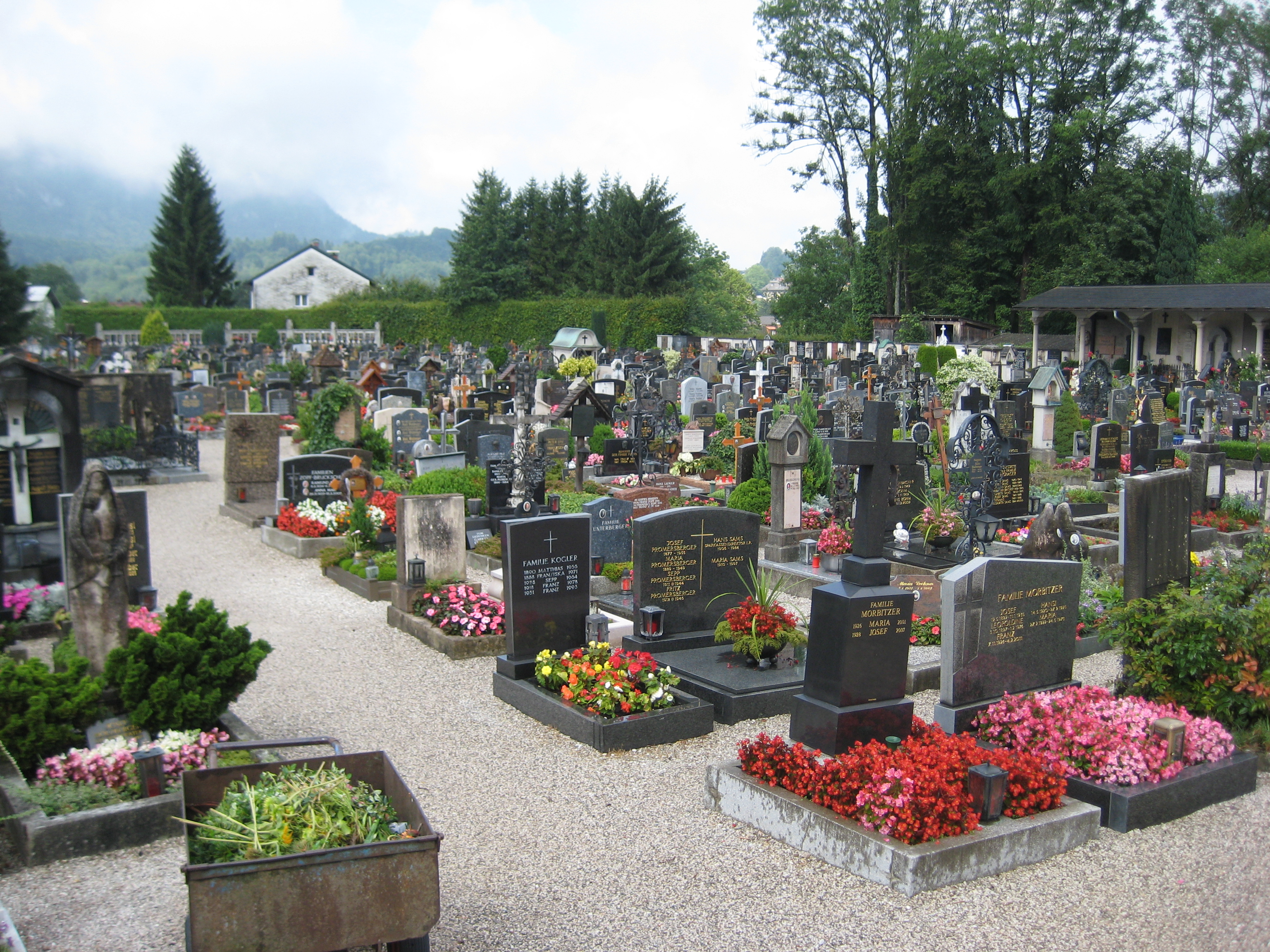
Bad Ischler Friedhof

Der Friedhof Bad Ischl befindet sich im Bad Ischler Stadtteil Reiterndorf und liegt an der Grazer Straße sowie an der Doktor-Mayer-Straße. Der Friedhof wird von der Pfarre Bad Ischl betrieben und steht unter Denkmalschutz.

## Geschichte
Ursprünglich lag der Friedhof bei der Stadtpfarrkirche St. Nikolaus, er wurde 1719 zur Sebastiankapelle verlegt. 1948 wurde die Mauer zwischen katholischem und evangelischem Teil geschleift. 1960 bis 1965 entstanden 60 neue Grüfte. Auf dem Bad Ischler Friedhof finden sich zahlreiche Gräber und Grüfte prominenter Persönlichkeiten. Hilde Spiel bezeichnete den Friedhof als den „schönsten der Welt“.

## Bestattete Personen

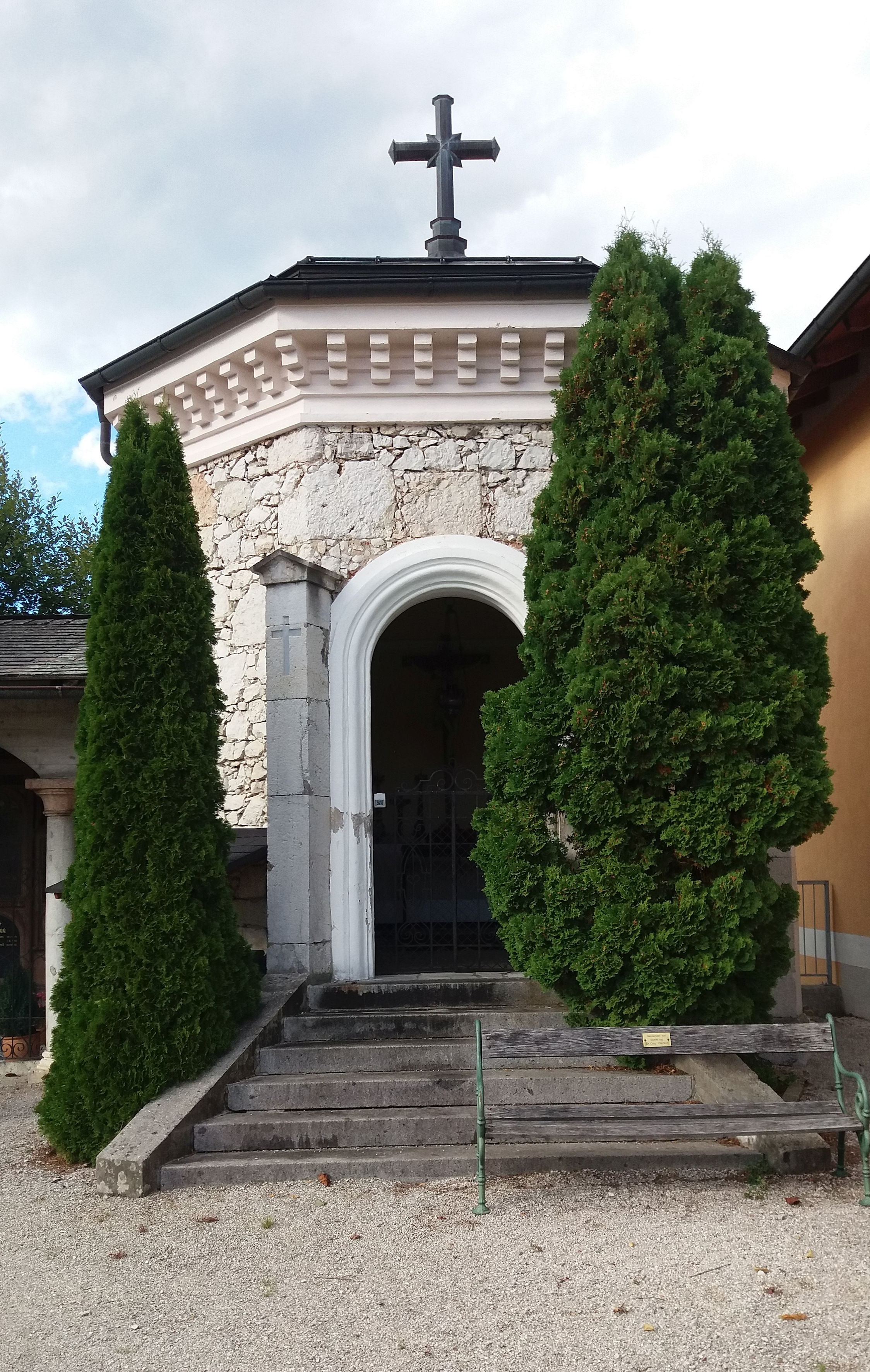
Grabkapelle der Familie Brenner von Felsach auf dem Friedhof Bad Ischl

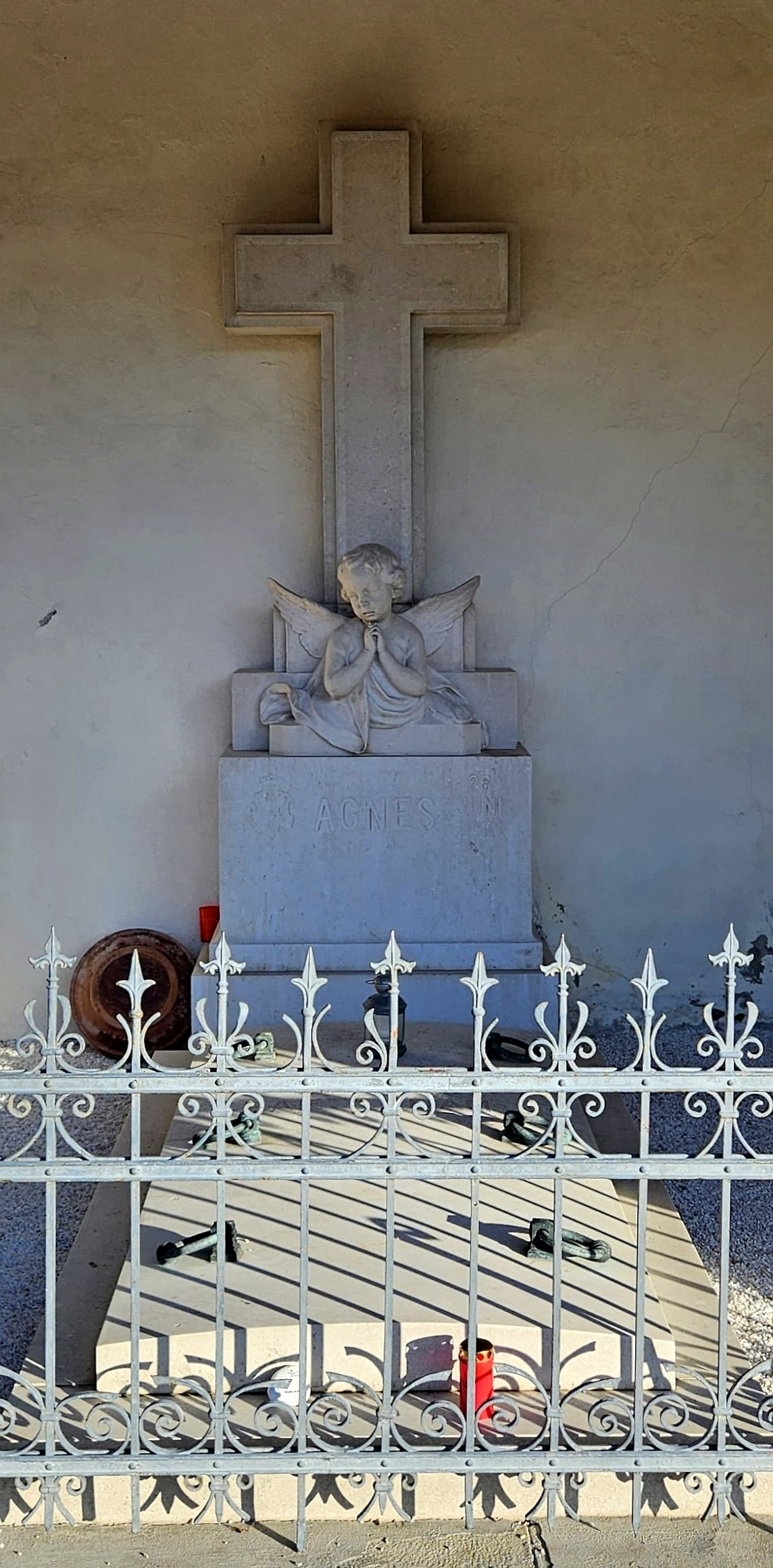
Grab von Erzherzogin Agnes (1911–1911), Tochter Erzherzog Franz Salvators und Enkelin von Kaiser Franz Joseph

- Walter Adam (1886–1947), Journalist und Politiker
- Erzherzogin Agnes (1911–1911), Tochter Erzherzog Franz Salvators und Enkelin von Kaiser Franz Joseph
- Max Auer (1880–1962), Musikwissenschaftler
- Carlo Battisti (1910–1985), Maler und Graphiker
- Helmut Berger (1944–2023), Schauspieler
- Carl Carl (1787–1854), Schauspieler und Theaterdirektor
- Hermann Demel (1897–1986), Volksschriftsteller und Theaterverleger
- Kurt Eckel (1918–1993), Neurologe und Psychiater
- Oskar von Englisch-Popparich (1879–1954), k.u.k. Feldmarschallleutnant
- Hans Flesch von Brunningen (1895–1981), Schriftsteller und Übersetzer
- Leo Frank (1925–2004), Schriftsteller
- Rudi Gfaller (1882–1972), Komponist und Schauspieler
- Josef Götz (1774–1839), Bad- und Kurarzt[1]
- Gustav Freytag (1852–1938), Mitbegründer von Freytag & Berndt
- Leopold Hasner von Artha (1818–1891), böhmisch-österreichischer Jurist und Politiker
- Franz Koch (1839–1907), Politiker, Landtagsabgeordneter 1863 bis 1867
- Heinrich Lammasch (1853–1920), letzter Ministerpräsident der österreichischen Reichshälfte
- Franz Lehár (1870–1948), Komponist
- Trude Lieske (1899–1993), Sängerin und Schauspielerin
- Franz C. Lipp (1913–2002), Volkskundler
- Stefan Meyer (1872–1949), Physiker und Pionier der Erforschung der Radioaktivität
- Ella Pancera (1870–1932), Pianistin
- Leo Perutz (1882–1957), Schriftsteller
- Sepp Plieseis (1913–1966), Widerstandskämpfer gegen den Nationalsozialismus
- Joseph Ramsauer (1905–1976), Komponist und Musikpädagoge
- Gerda Reisenauer (1963–1991), Stewardess, Opfer des Lauda-Air-Flugs 004
- Wolfram von Richthofen (1895–1945), Generalfeldmarschall der deutschen Luftwaffe[2]
- Armin L. Robinson (1900–1985), Librettist und Musikverleger
- Othmar Schauberger (1901–1993), Höhlenforscher
- Heinrich Eduard Fürst von Schönburg-Hartenstein (1787–1872), Politiker und Gutsbesitzer, Begründer des  Familienzweigs Schönburg-Hartenstein
- Alexander Fürst von Schönburg-Hartenstein (1826–1896), Diplomat, Politiker und Gutsbesitzer, Sohn des Fürsten Heinrich Eduard
- Nora Scholly (1905–1965), Malerin, Kinderbuchautorin und Verlegerin
- Fridolin Schröpfer (1892–1953), Politiker, Landtagsabgeordneter 1931 bis 1934 und 1945 bis 1953
- Hilde Spiel (1911–1990), Schriftstellerin
- Josef Steinkogler (1954–2024), Politiker
- August Karl Stöger (1905–1989), Kinder- und Jugendbuchautor, Übersetzer sowie Volks- und Hauptschullehrer und Hauptschuldirektor
- Oscar Straus (1870–1954), Komponist
- Georg Tressler (1917–2007), Filmregisseur
- Maria Antonia Aurora von Thurn und Taxis (1806–1881), Ehefrau von Friedrich Hannibal von Thurn und Taxis
- Franz Xaver Weidinger (1890–1972), Maler
- Spas Wenkoff (1928–2013), bulgarisch-österreichischer Opernsänger
- Max Wiener (1947–1996), Motorradrennfahrer
- Familie Zauner, Besitzer der Konditorei Zauner

## Friedhofskreuz

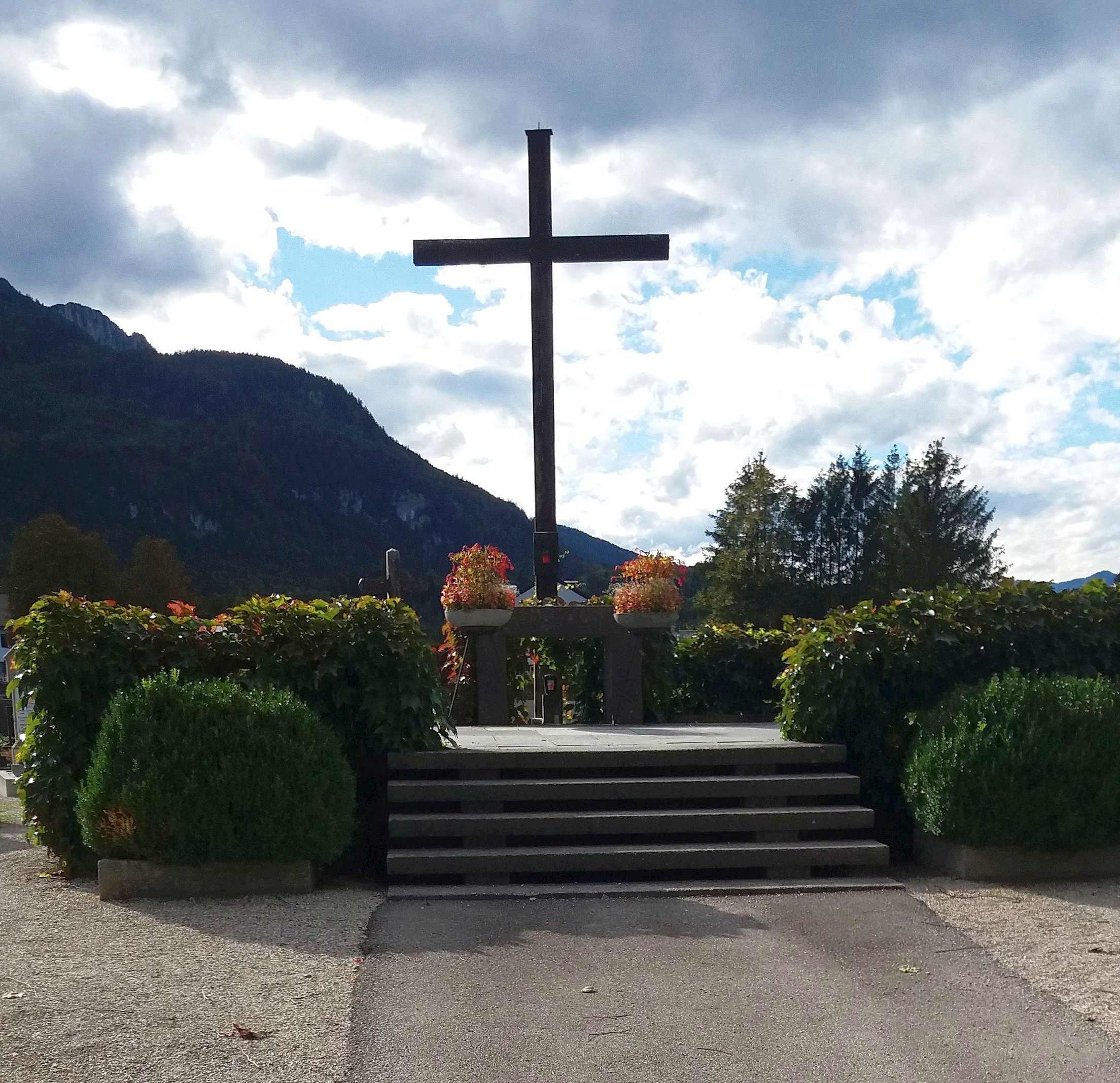
Aussegnungsstätte mit Friedhofskreuz

An dem vom Haupttor an der Grazer Straße in etwa nach Westen verlaufenden Weg befindet sich die von Hecken umgebene „Aussegnungsstätte“. Es handelt sich dabei um eine über Stufen erreichbare erhöhte Plattform, auf der sich ein Altartisch und das Friedhofskreuz befinden. An dieser Stelle stand von 1856 bis 1968 die Grabkapelle des gräflichen Geschlechtes Sickingen-Hohenburg. Dieses Mausoleum war in seiner Gestalt einem antiken Tempel nachempfunden, sein Eingang wurde von zwei dorischen Säulen flankiert. Rings um das Mausoleum wurden zum Ende des Zweiten Weltkriegs einige Gräber von Kriegstoten oder im Lazarett verstorbenen Soldaten angelegt, darunter auch jenes von Wolfram von Richthofen. Als die Sickingen-Grabkapelle 1968 abgetragen wurde, entstand über der nun nicht mehr zugänglichen gräflichen Gruft und den mittlerweile überwiegend aufgelassenen Gräbern der Kriegstoten die heutige Plattform mit dem Friedhofskreuz. An die Namen der hier bestatteten Mitglieder der Familie Sickingen sowie der hier begrabenen Toten des Zweiten Weltkriegs erinnern zwei rechteckige Tafeln aus Granit, welche links und rechts des Friedhofskreuzes aufgestellt sind.

## Gedenkstein
- Richard Tauber (1891–1948), Opernsänger, begraben im Brompton Cemetery in London